# Konrad Kyeser
Konrad Kyeser (født 26. august 1366, død efter 1405) var en tysk militæringeniør og forfatter til Bellifortis (ca. 1405), en bog om militær teknologi, der var populær i 1400-tallet. Oprindeligt tiltænkt kong Wenzel, men Kyeser dedikerede det færdige arbejde til Ruprecht af Tyskland.
Kyeser, der stammede fra Eichstätt, blev uddannet læge i Padova inden han sluttede sig til korstoget mod tyrkerne, der sluttede som en katastrofe i Slaget ved Nikopolis i 1396. Kyeser var i eksil i en lille bjerglandsby i Bøhmen under Sigismunds styre i 1402 til 1403.

## Bellifortis
På dette tidspunkt begyndte at skrive bogen om krigskunst. Bogen er den mest rigt illustrerede afhandling om militærteknologi fra senmiddelalderen. Der er mindst tolv overlevende kopier, uddrag eller modificerede eksemplarer fra 1400-tallet. Den ene af disse er Thott fægtebog skrevet af Hans Talhoffer i 1459.
Bellafortis er inddelt i ti kapitler:
1. Biler
2. Belejringsmaskiner
3. Hydrauliske maskiner
4. Elevatorer
5. Skydevåben
6. Defensive våben
7. Forunderlige hemmeligheder
8. Fyrværkeri til krigsbrug
9. Fyrværkeri til fornøjelse
10. Hjælpeværktøjer

Dykkerdragten, der bliver præsenteret i bogen, har præcedens tilbage til 1100-tallet og Roger Bacon. Bogen har også den tidligst kendte illustration af et kyskhedsbælte. Kyeser tæller artes magicae (magi) blandt de mekaniske kunstarter og hans manuskript indeholder forskellige anvendelser af magi til krigsbrug.

### Udgaver
Den originale håndskrift findes på Göttingen Universitsbibliotek (Cod. Ms. philos. 63). Andre udgaver indbefatter:
- Götz Quarg (ed.), faksimile af Göttinger MS Philos. 63, VDI-Verlag, Düsseldorf (1967)
- Udo Friedrich (introduktion), Fidel Rädle (afskrift), Bellifortis, Codices figurati - libri picturati, Lengenfelder, München (1995), ISBN 3-89219-303-7. (faksimile af Cod. Ms. philos. 64 und 64a Cim.)
- Elektronisk udgave faksimile Cod. Pal. lat. 1994, Palatina håndskfiter fra 11-1400tallet, Belser, Wildberg (2001)